# 何文翰
拿督何文翰（英語：Richard Ho Ung Hun，1927年1月20日—2008年2月4日），马来西亚政治人物、马华公会党员，曾是民主行动党党员。1969年大选，他在行动党旗帜下赢得实兆远国会议席，但在1972年5月转投马华。
1974年，他在时任首相敦阿都拉萨的内阁中出任道路运输部副部长。1976年，出任财政部副部长。1977年至1978年，出任首相署部长。1978年，出任人力资源部长。1981年马哈迪·莫哈末上任后，他继续担任这项职位直至1982年。
1982年身任马华署理总会长的何文翰突然辞职，引发副总会长梁维泮和陈群川之间的权利斗争。离开政坛后，他担任马来亚银行的副主席。
2008年2月4日，何文翰去世，享年81岁。